# Quinn Buckner
William Quinn Buckner (Phoenix, 20 agosto 1954) è un ex cestista e allenatore di pallacanestro statunitense, professionista nella NBA.

## Carriera
È stato selezionato dagli Milwaukee Bucks al primo giro del Draft NBA 1976 (7ª scelta assoluta).
Con gli Stati Uniti ha disputato i Campionati mondiali del 1974 e i Giochi olimpici di Montréal 1976.

## Statistiche

### NBA

#### Regular Season
| Anno       | Squadra         | PG  | PT  | MP   | TC%  | 3P%  | TL%  | RP  | AP  | PRP | SP  | PP   |
| ---------- | --------------- | --- | --- | ---- | ---- | ---- | ---- | --- | --- | --- | --- | ---- |
| 1976-1977  | Milwaukee Bucks | 79  | -   | 26,5 | 43,4 | -    | 53,9 | 3,3 | 4,7 | 2,4 | 0,3 | 8,6  |
| 1977-1978  | Milwaukee Bucks | 82  | 82  | 25,3 | 46,8 | -    | 64,5 | 3,0 | 5,6 | 2,3 | 0,2 | 9,3  |
| 1978-1979  | Milwaukee Bucks | 81  | -   | 21,7 | 45,4 | -    | 63,2 | 2,6 | 5,8 | 1,9 | 0,2 | 7,2  |
| 1979-1980  | Milwaukee Bucks | 67  | -   | 25,2 | 46,7 | 40,0 | 73,4 | 3,6 | 5,7 | 2,0 | 0,1 | 10,7 |
| 1980-1981  | Milwaukee Bucks | 82  | 82  | 29,1 | 49,3 | 16,7 | 73,4 | 3,6 | 4,7 | 2,4 | 0,0 | 13,3 |
| 1981-1982  | Milwaukee Bucks | 70  | 70  | 30,8 | 48,2 | 26,7 | 65,5 | 3,6 | 4,7 | 2,5 | 0,0 | 12,9 |
| 1982-1983  | Boston Celtics  | 72  | 56  | 21,7 | 44,2 | 0,0  | 63,2 | 2,6 | 3,8 | 1,5 | 0,1 | 7,9  |
| 1983-1984† | Boston Celtics  | 79  | 0   | 15,8 | 42,7 | 0,0  | 64,9 | 1,7 | 2,7 | 1,1 | 0,0 | 4,1  |
| 1984-1985  | Boston Celtics  | 75  | 6   | 11,4 | 38,3 | 0,0  | 64,0 | 1,2 | 2,0 | 0,8 | 0,0 | 2,4  |
| 1985-1986  | Indiana Pacers  | 32  | 3   | 13,1 | 47,1 | 0,0  | 70,4 | 1,6 | 2,7 | 1,3 | 0,1 | 3,7  |
| Carriera   | Carriera        | 719 | 299 | 22,6 | 46,1 | -    | 65,7 | 2,7 | 4,3 | 1,9 | 0,1 | 8,2  |

#### Playoffs
| Anno     | Squadra         | PG | PT | MP   | TC%  | 3P% | TL%  | RP  | AP   | PRP | SP  | PP   |
| -------- | --------------- | -- | -- | ---- | ---- | --- | ---- | --- | ---- | --- | --- | ---- |
| 1978     | Milwaukee Bucks | 9  | -  | 28,6 | 50,0 | -   | 65,2 | 3,0 | 6,9* | 2,0 | 0,1 | 11,2 |
| 1980     | Milwaukee Bucks | 7  | -  | 23,6 | 34,0 | 0,0 | 63,6 | 2,3 | 4,4  | 2,1 | 0,0 | 6,1  |
| 1981     | Milwaukee Bucks | 7  | -  | 26,1 | 43,3 | -   | 68,8 | 2,9 | 5,0  | 1,6 | 0,0 | 9,0  |
| 1983     | Boston Celtics  | 7  | -  | 14,0 | 43,2 | 0,0 | 0,0  | 1,4 | 0,3  | 0,1 | 0,0 | 4,6  |
| 1984†    | Boston Celtics  | 23 | 0  | 11,7 | 40,5 | 0,0 | 54,5 | 1,5 | 1,2  | 0,6 | 0,0 | 3,3  |
| 1985     | Boston Celtics  | 15 | 0  | 5,7  | 59,1 | 0,0 | 62,5 | 0,5 | 0,8  | 0,4 | 0,0 | 2,1  |
| Carriera | Carriera        | 68 | 0  | 15,5 | 43,9 | 0,0 | 61,0 | 1,7 | 2,5  | 0,9 | 0,0 | 5,1  |

## Palmarès
Con K.C Jones, Magic Johnson, Michael Jordan, Clyde Lovellette, Jerry Lucas, Anthony Davis e Bill Russell, è l'unico giocatore di basket statunitense ad annoverare nel proprio palmarès il titolo NCAA, l'oro olimpico ed un titolo NBA.

### Giocatore
- Campione NCAA (1976)
- Campionato NBA: 1

Boston Celtics: 1984
- 4 volte NBA All-Defensive Second Team (1978, 1980, 1981, 1982)